# Frontière entre l'Argentine et le Paraguay
La frontière entre l'Argentine et le Paraguay est la frontière terrestre séparant l'Argentine et le Paraguay d'une longueur de 1699km. Une partie de cette frontière est définie par les trois cours d'eau que sont le Río Pilcomayo, le fleuve Paraná et le Río Paraguay. La capitale du Paraguay, Asuncion, située sur l'une des rives du Río Paraguay, est frontalière de l'Argentine.